# یندریک زیگوارت
یندریک زیگوارت (آلمانی: Jendrik Sigwart؛ زاده ۲۷ اوت ۱۹۹۴) خواننده آلمانی است. او نماینده آلمان در یوروویژن ۲۰۲۱ است.